# Procanace
Procanace (лат.) — род двукрылых насекомых семейства Canacidae из подотряда короткоусых (Brachycera). Пантропика.

## Описание
Мухи очень мелких размеров; имеют длину тела менее 5 мм. От близких групп отличаются следующими признаками: интерфронтальные щетинки отсутствуют, хотя передняя 1/3 лба иногда с рассеянными щетинками. Имеется 3 латерноклинатных лобно-орбитальных щетинки и катеписстернальная щетинка; церкус самки с 2 крупными шиповидными щетинками, одна апикальная, другая субапикальная, каждая довольно тупо закругленная.

## Классификация
Описано около 30 видов. Включают в состав трибы Nocticanacini (или в отдельное подсемейство Nocticanacinae).
- P. acuminata Hardy and Delfinado, 1980[3].
- P. aestuaricola Miyagi, 1965[4]
- P. bifurcata Hardy and Delfinado, 1980
- P. canzonerii Mathis and Freidberg, 1991
- P. cogani Mathis, 1988[5]
- P. confusa Hardy and Delfinado, 1980
- P. constricta Hardy and Delfinado, 1980
- P. cressoni Wirth, 1951
- P. dianneae Mathis, 1988
- P. flavescens Miyagi, 1965
- P. flaviantennalis Miyagi, 1965
- P. fulva Miyagi, 1965
- P. gressitti Delfinado, 1970
- P. grisescens Hendel, 1913
- P. hendeli Delfinado, 1971
- P. mcalpinei Mathis, 1996[6]
- P. macquariensis Womersley, 1937
- P. nakazatoi Miyagi, 1965
- P. nigroviridis Cresson, 1926
- P. novaeguineae Delfinado, 1970
- P. opaca de Meijere, 1916
- P. pauliani Mathis and Wirth, 1979
- P. pninae Mathis and Freidberg, 1991
- P. quadrisetosa Hardy and Delfinado, 1980
- P. rivalis Miyagi, 1965
- P. suigoensis Miyagi, 1965
- P. taiwanensis Delfinado, 1971
- P. townesi Wirth, 1951
- P. williamsi Wirth, 1951
- P. wirthi Hardy and Delfinado, 1980

## Распространение
Встречаются в тропиках всего мира, а также на атлантическом побережье Неарктики.